# BLEACH Rebirth of Souls
『BLEACH Rebirth of Souls』（ブリーチ リバース オブ ソウルズ）は、久保帯人による漫画『BLEACH』を原作として、タムソフトが開発しバンダイナムコエンターテインメントより2025年3月21日に発売されたPlayStation 5、PlayStation 4、Xbox Series X/S、Steam用対戦アクションゲームである。公式略称は「リバソル」。

## 概要
BLEACHらしいアクション、パワーアップで極限の状況をひっくり返す「逆転」バトルをコンセプトにしたアクションゲーム。OFFLINEでは他のプレイヤーやCPUと対戦するVERSUSモードや実戦に向けた練習ができるTRAININGモード、CPUと連戦するMISSIONモード、死神代行篇から破面篇までの『BLEACH』の物語を体験できるSTORYモードがある。ONLINEでは、フリーマッチやルームマッチ、ランクマッチで世界中のプレイヤーと対戦できる。

## バトルシステム
相手の魂魄を完全に破壊すれば勝利。敵の霊子ゲージが白く、なおかつガードブレイクしていないときは毀魂技を当てようとしても相殺される。相手の霊子ゲージを低下させ赤くするもしくはガードブレイクさせると、敵をふっとばしたときに追撃で毀魂技がHITするようになる。毀魂技を当てることで魂魄を減らすことができる。キャラクターは攻撃、ガード、掴み、毀魂技の他に、霊力使って発動する霊圧技、「REVERSEゲージ」を使う「リバースアクション」、そのキャラクターだけが使える己有仕様を持つ。戦意を一定の量まで溜めると「覚醒」できるようになる。「覚醒」するとキャラクターや技の性能が変化する。

## プレイアブルキャラクター
本作で操作可能なキャラクター。これらの他に、操作はできないがSTORYモード限定で敵として登場するキャラクターも存在する。
黒崎一護　　巨大な斬魄刀「斬月」で戦う。覚醒で卍解することで攻撃力を犠牲にスピードを向上させ、スタイリッシュに立ち回ることを可能にする。
黒崎一護[卍解]　　卍解状態の斬魄刀「天鎖斬月」で戦う。覚醒で虚化し、全体的な性能が上昇する。また、条件を満たした上で魂魄が無くなると再覚醒して完全虚化の状態で復活する。完全虚化の状態では、近距離における攻撃力が大きく上昇し、虚閃による強力な遠距離攻撃が可能。
黒崎一護[最後の月牙天衝]　　(このキャラクターは、プレイアブルキャラクターの中で唯一、STORYモードをクリアすることで使用が可能になり、STORYモードをクリアするまで使用することができない。)斬魄刀「斬月」と一つになって戦う。覚醒ができないが、前己有仕様「終幕」により毀魂技を敵にHITさせる度、性能が大きく上昇する。また、毀魂技を3回敵にHITさせたとき、強制的に戦闘に勝利する。
朽木ルキア　　斬魄刀「袖白雪」を扱う。覚醒で始解し、全体的な能力が向上する。
石田雨竜　　霊子を利用して弓矢で遠距離攻撃を得意とする。己有仕様「霊子収束状態」は、霊圧技「魂を切り裂くもの」成功時に発動し、全体的な攻撃が強化される。覚醒「乱装天傀」で攻撃性能と移動性能が向上し、「霊子収束状態」が常時発動した状態になる。
朽木白哉　　桜の花のように散る斬魄刀「千本桜」を扱う。覚醒で卍解「千本桜景厳」を開放し、遠距離からの攻撃性能が向上する。
四楓院夜一　　機動力に優れる。覚醒すると「瞬閧」を起動し、性能が向上する。
茶渡泰虎　　ボクシングを得意とする。覚醒すると「悪魔の左腕」を開放し、一部の性能が向上する。
浦原喜助　　斬魄刀「紅姫」を扱う。覚醒で始解し、リバースゲージの蓄積速度が向上する。
市丸ギン　　斬魄刀「神鎗」を扱う。覚醒で卍解し、攻撃範囲が広くなる。
松本乱菊　　斬魄刀「灰猫」を扱う。覚醒で始解し、一部の行動が変化する。
日番谷冬獅郎　　氷雪系の斬魄刀「氷輪丸」を扱う。攻撃を当て続けてゲージを溜めると天相従臨状態となり、一部の技が大幅に強化される己有仕様「天相従臨ゲージ」を有する。覚醒で卍解し、天相従臨ゲージの増加量が上昇する。
更木剣八　　斬魄刀を扱う。覚醒で眼帯を外し、攻撃力が上昇する。
ウルキオラ・シファー　　斬魄刀「黒翼大魔」を扱う。自身の霊子を犠牲に高射程攻撃である虚閃を放つことができる。霊圧技「超速再生」で少しずつ霊子を回復できる。覚醒で刀剣解放し、性能が向上する。また、再覚醒で刀剣解放第二階層の状態になることで更に性能が向上する。
東仙要　　斬魄刀「清虫」を扱う。覚醒で卍解する。
砕蜂　　機動力が高い。覚醒で「未完成瞬閧」を発動する。
阿散井恋次　　斬魄刀「蛇尾丸」を扱う。覚醒で卍解する。
吉良イヅル　　斬魄刀「侘助」を扱う。覚醒で始解する。
ネリエル・トゥ・オーデルシュヴァンク　　斬魄刀「羚騎士」を扱う。覚醒で刀剣解放し、性能が向上する。
グリムジョー・ジャガージャック　　斬魄刀「豹王」を扱う。覚醒で刀剣解放する。
涅マユリ　　斬魄刀は「疋殺地蔵」。斬魄刀以外にも毒や武器を扱い、トリッキーに戦う。覚醒で卍解する。
藍染惣右介　　斬魄刀「鏡花水月」を扱う。霊圧技「破道の九十 『黒棺』」は攻撃力が高い。
山本元柳斎重國　　技の攻撃力が高い。斬魄刀「流刃若火」を扱う。覚醒で始解する。
平子真子　　斬魄刀「逆撫」を扱う。覚醒で虚化する。
ザエルアポロ・グランツ　　斬魄刀「邪淫妃」を扱う。覚醒で刀剣解放を行う。
京楽春水　　二刀一対の斬魄刀「花天狂骨」を扱う。覚醒で始解する。
狛村左陣　　斬魄刀「天譴」を扱う。覚醒で卍解する。
檜佐木修兵　　斬魄刀「風死」を扱う。覚醒で始解する。
斑目一角　　斬魄刀「鬼灯丸」を扱う。覚醒で卍解する。
ノイトラ・ジルガ　　斬魄刀「聖哭螳蜋」を扱う。覚醒で刀剣解放を行う。
ティア・ハリベル　　斬魄刀「皇鮫后」を扱う。覚醒で刀剣解放を行う。
コヨーテ・スターク　　斬魄刀「群狼」を扱う。覚醒で刀剣解放を行う。
志波海燕　　斬魄刀「捩花」を扱う。覚醒で始解する。
黒崎一護[千年血戦篇]　　(有料DLCで配信されている追加キャラクター。)斬魄刀として二刀の「斬月」を扱う。　霊圧技「生まれ変わった力」は攻撃力が非常に高い。覚醒すると虚化し、一部の攻撃のHIT数が増え、一部の技の硬直が減少する。
卯ノ花烈　　(有料DLCで配信されている追加キャラクター。)斬魄刀「皆尽」を扱う。回復技を持つ。覚醒で卍解することにより、攻撃に特化し、霊子回復能力が向上する。SPIRIT DRIVE前の毀魂技は魂魄の破壊数は全キャラクターの中で最も少ないが、SPIRIT DRIVE状態になると毀魂技の魂魄の破壊数が全キャラクターの中で最高となる。また、卍解の状態のみ使用できる霊圧技「戦いこそすべて」は攻撃に特化した卍解状態の技の中でも霊子破壊量が最高である。

## STORYモード
戦闘以外のシーンは、CGまたは映像で構成されており、全編フルボイスである。メインストーリーでは、戦闘中に特定の条件を満たすことでリアルモーメントとして原作の名シーンをCGで再現したシーンを鑑賞することができる。また、メインストーリーの戦闘中にリアルモーメントとは別の条件を満たすことでキャラクター一人一人に用意されているシークレットストーリーが開放される。シークレットストーリーでは、物語の裏側で起こっていることや「箸休めストーリー」を体験できる。リアルモーメントとシークレットストーリーにおいては、戦闘以外のシーンはCGで構成されており、全編フルボイスである。